# Johann Jost Textor

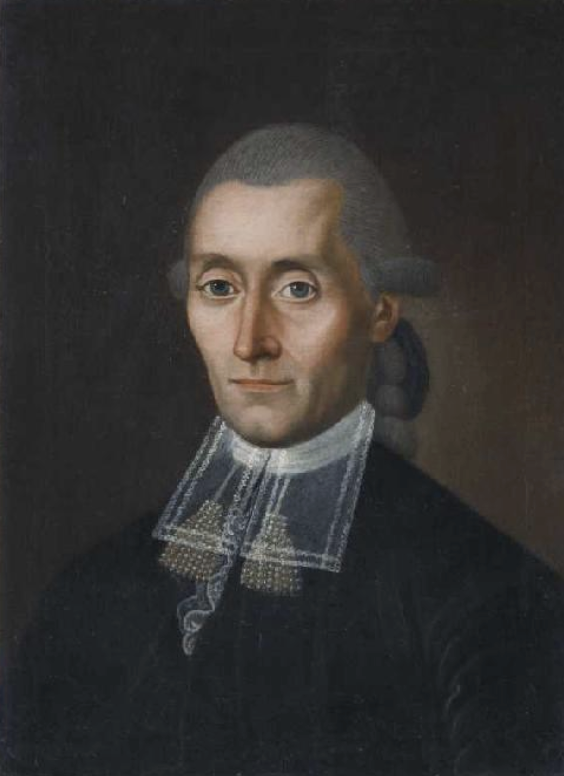
Johann Jost Textor

Johann Jost Textor (auch Johann Justus Textor) (* 29. September 1739 in Frankfurt am Main; † 19. September 1792 ebenda) war ein deutscher Politiker und Schöff sowie Jüngerer Bürgermeister der Reichsstadt Frankfurt.

## Leben
Textor war der einzige überlebende Sohn Johann Wolfgang Textors (1693–1771), Bürgermeister von Frankfurt am Main, und von Anna Margarethe Lindheimer (1711–1783). Johann Jost Textor studierte Rechtswissenschaften an der Universität Altdorf und wurde dort 1760 zum Dr. jur. promoviert. Er war nach dem Studium seit dem 16. Juni 1761 als Advokat in Frankfurt zugelassen. Er heiratete am 17. Februar des Jahres 1766 Maria Margaretha Möller. Das Paar hatte fünf Söhne, darunter den Juristen und Mundartschriftsteller Friedrich Karl Ludwig Textor.
Nach dem Tode seines Vaters 1771 wurde er Mitglied des Frankfurter Rates. 1783 war er Jüngerer Bürgermeister von Frankfurt am Main. 1788 wurde er zum Schöff gewählt und Mitglied der Ersten Bank.
Seine älteren Schwestern waren Katharina Elisabeth Goethe (1731–1808), die Mutter von Johann Wolfgang von Goethe, und Johanna Melber (1734–1823).